# Neon Genesis Evangelion Addition
Neon Genesis Evangelion Addition — четвёртый альбом, выпущенный во франшизе Neon Genesis Evangelion в 1996 году. Диск содержит разнообразные записи — три инструментальных, пять вокальных и четыре драматических. Addition был выпущен сразу в виде двух изданий — ограниченном (номер по каталогу KICA-333) и обычном (KICA-334). Ограниченное издание включало в себя билет на фильм Evangelion: Death and Rebirth, вышедший в прокат 15 марта 1997 года. Оформление альбома выполнено Ёсиюки Садамото, дизайнером персонажей сериала. Addition был выпущен только в Японии.

## Об альбоме
Addition включает в себя 12 композиций, 7 из которых исполняют сэйю Рей Аянами (Мэгуми Хаясибара), Аски Лэнгли Сорью (Юко Миямура) и Мисато Кацураги (Котоно Мицуиси). В пародийной мини-пьесе «Shuukyoku no Tsudzuki» участвуют сэйю Синдзи Икари (Мэгуми Огата) и некоторых второстепенных персонажей, пьеса посвящена необходимости снова собрать артистов для продолжения Евангелиона, так как он был слишком популярен (сериал закончился 27 марта, за год до этого). Они пытаются увеличить сексуальную привлекательность сериала, сменить его формат, и стараются объяснить, что же такое Ангелы на самом деле. Тем не менее их попытки оказываются бесплодными, и они в конечном итоге решают отказаться от них. Юмористические моменты этой маленькой пьесы включают в себя нападение Рэй на Аску в ответ на ругань, превращение пилотов Евангелионов в подобие Power Rangers, и разыгрывание первого эпизода, используя вместо звуковых эффектов лишь свои голосовые связки.
В альбом также входят 2 классических музыкальных произведения композиторов Георга Фридриха Генделя и Людвига ван Бетховена.

## Список композиций
| №                   | Название                                                                     | Исполнитель/композитор                                 | Длительность |
| ------------------- | ---------------------------------------------------------------------------- | ------------------------------------------------------ | ------------ |
| 1.                  | «A Cruel Angel's Thesis» (Director’s Edit. Version II)                       | Котоно Мицуиси, Мэгуми Хаясибара и Юко Миямура         | 4:05         |
| 2.                  | «После окончания» (Аудиодрама)                                               | Актёры озвучивания «Евангелиона»                       | 21:34        |
| 3.                  | «Fly Me to the Moon» (Misato 4 beat TV. Size Version)                        | Котоно Мицуиси                                         | 1:35         |
| 4.                  | «Fly Me to the Moon» (Asuka Bossa Techno TV. Size Version)                   | Юко Миямура                                            | 1:28         |
| 5.                  | «Hallelujah Chorus» («Мессия»)                                               | Хор / Георг Фридрих Гендель                            | 3:40         |
| 6.                  | «Worthy is the Lamb…Amen» («Мессия»)                                         | Хор / Георг Фридрих Гендель                            | 6:44         |
| 7.                  | «Ода к Радости» (4-я часть: Престо. Симфония # 9 в Д-минор Соч. 125 «Хорал») | Людвиг ван Бетховен                                    | 23:09        |
| 8.                  | «Ladybug Samba» (Бонус-трек)                                                 | Мэгуми Огата, Юко Миямура, Мики Нагасава и Дзюнко Ивао | 1:16         |
| 9.                  | «Fly Me to the Moon» (Main Version II)                                       | Котоно Мицуиси, Мэгуми Хаясибара и Юко Миямура         | 4:31         |
| 10.                 | «Gekijouban Yokoku — Misato Katsuragi» (Movie Trailer)                       | Котоно Мицуиси                                         | 0:31         |
| 11.                 | «Gekijouban Yokoku — Rei Ayanami» (Movie Trailer)                            | Мэгуми Хаясибара                                       | 0:38         |
| 12.                 | «Gekijouban Yokoku — Asuka Langley Soryu» (Movie Trailer)                    | Юко Миямура                                            | 0:32         |
| Общая длительность: | Общая длительность:                                                          | Общая длительность:                                    | 69:43        |